# Sint-Julianusgasthuis (Antwerpen)
Het Sint-Julianusgasthuis is een gebouwencomplex in Antwerpen, gelegen aan Hoogstraat 70-72, Sint-Jansvliet 25 en Stoofstraat 8. Het is een historisch gasthuis waarvan de kapel sinds 1970 dienstdoet als kunstgalerij De Zwarte Panter. Later werden ook andere delen van het gasthuis bij de kunstgalerij gevoegd.

## Geschiedenis

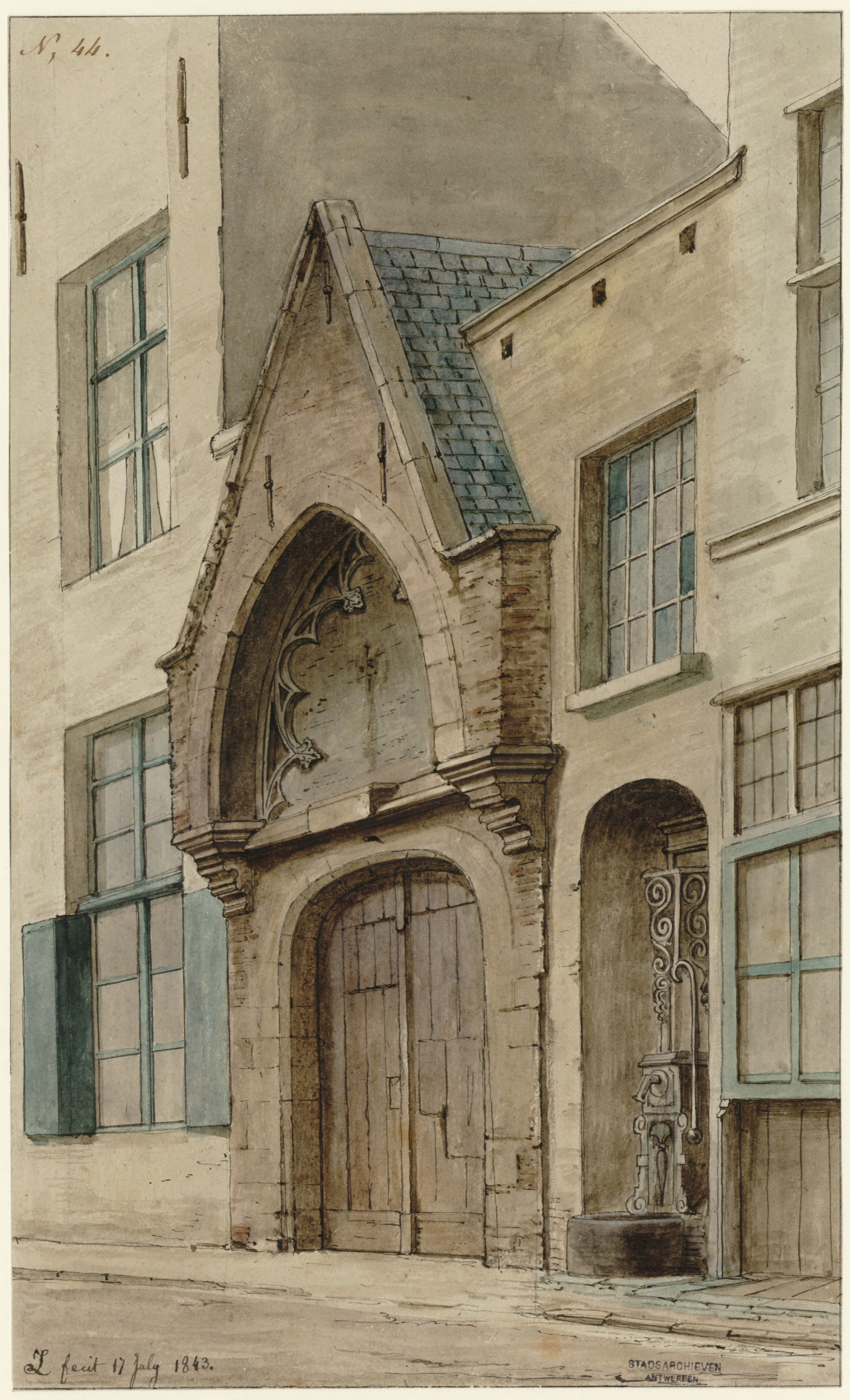
Poortje van Sint-Julianusgasthuis in de Hoogstraat (Jozef Linnig, 1843)

Het gasthuis werd gesticht in 1303 of 1305 door Ida van Wijnegheem (Ida van der List-van Wijneghem) en kanunnik Jan Tuclant als herberg waar arme vreemdelingen tijdelijk konden overnachten. Het lag aan de Sint-Janspoort die tot 1295-1314 aan het eind van de Hoogstraat en bij de Sint-Jansvliet de grens vormde van de Antwerpse omwalling.
In 1501 werd het gasthuis verbouwd en waarschijnlijk werd toen ook de huidige kapel ingericht. In 1785 werd de bouwvallige toren afgebroken. Onder Keizer Karel V kwam het gasthuis te ressorteren onder de Camer van den Huysarmen. Van 1702-1798 werd het gasthuis verzorgd door de Broederschap van Onze-Lieve-Vrouw van Loretten, gesticht door pelgrims die naar Loreto waren geweest. In deze tijd vonden enkele verbouwingen plaats.
In 1798 werd de kapel openbaar verkocht en het gasthuis als danslokaal ingericht. In 1800 werd het gasthuis heropend onder het Bestuur der Burgerlijke Godshuizen. Daarna vonden opnieuw verbouwingen plaats, en wel in 1832-1839 en in 1903. Van 1956-1987 was het gasthuis een bejaardentehuis. De kapel werd vanaf 1970 een kunstgalerie, De Zwarte Panter genaamd en opgericht door Adriaan Raemdonck.

## Gebouwen

### Sint-Julianuskapel
De kapel is een eenvoudig bakstenen zaalkerkje met driezijdig gesloten koor.

### Panden Hoogstraat 70-72
Hier bevindt zich de oude hoofdingang van 1501. Naast de poort bevindt zich een woning, genaamd Sint-Jacob, van 1620.

### Pand Sint-Jansvliet 25
Dit is een vleugel van het gasthuis, herbouwd in 1791 maar mogelijk met een oudere kern.

### Pand Stoofstraat 8
Hier bevindt zich de huidige hoofdingang van het gasthuis. Het pand is grotendeels herbouwd in 1911 naar ontwerp van Michel De Braey. De lijstgevel is in neorégencestijl. De westgevel aan de binnenplaats is 18e-eeuws. In de raadszaal vindt men borstbeelden en portretten van vroegere beschermers. Ook de Pelgrimstafel bevindt zich hier.

## Witte Donderdag
Jaarlijks op Witte Donderdag organiseert de Antwerpse vzw Sint-Julianusgasthuis er een pelgrimsmaaltijd voor twaalf armen ter nagedachtenis van Het Laatste Avondmaal van Jezus. De vereniging telt steeds twaalf welgestelde leden die zich identificeren met de twaalf apostelen.